# Mercedes D.IV
Mercedes D.IV byl vodou chlazený čtyřdobý zážehový stojatý řadový osmiválec, vyráběný firmou Daimler během první světové války. Použití a celková výroba byla kvůli nízké spolehlivosti motoru poměrně malá, záhy byl ve výrobě nahrazen zcela novou konstrukcí používanou pod označením Mercedes D.IVa.
Koncepce nového, výkonnějšího motoru vyšla z typu Mercedes D.III, kdy konstruktéři zvýšili počet válců z šesti na osm (oba motory měly stejné rozměry válců). Uspořádání válců zůstalo zachováno, takže vznikla poměrně neobvyklá (u rychloběžného motoru) konstrukce řadového osmiválce. Toto uspořádání není příliš rozšířené kvůli značné délce klikového hřídele. Ve skutečnosti se pak ukázalo že motor je značně nespolehlivý, jedním z důvodů byla právě koncepce řadového osmiválce, kdy v praxi hrozí reálné nebezpečí poškození motoru torzními kmity dlouhého hřídele (koncepce řadového motoru s více než šesti válci, popř. vidlicového motoru s více než dvanácti válci, se proto používá spíše jen u pomaluběžných motorů, kupř. u vznětových motorů stacionárních či lodních).

## Technické údaje
- Typ: čtyřdobý zážehový stojatý řadový osmiválec chlazený vodou
- Vrtání: 140 mm
- Zdvih: 160 mm
- Celková plocha pístů: 1231,50 cm²
- Zdvihový objem motoru: 19 704 cm³
- Délka: 1990 mm
- Šířka: 600 mm
- Výška: 1040 mm
- Hmotnost: 365 kg
- Výkon motoru: 220 k (162 kW) při 1400 ot/min